# Карсон-Сити (Невада)
Ка́рсон-Си́ти (англ. Carson City) — столица штата Невада (США). По данным 2010 года население города составляло 55 274 человека. Карсон-Сити — независимый город (не входит ни в один округ).

## История
До прибытия белых район населял народ уашо, занимавшийся охотой и собирательством. Первыми белыми поселенцами в местности, позднее ставшей известной как Орлиная долина, в январе 1843 года стали американцы из исследовательской партии, которую возглавлял Джон Фримонт. Протекавшую через долину реку они назвали Карсон в честь исследователя Кита Карсона.

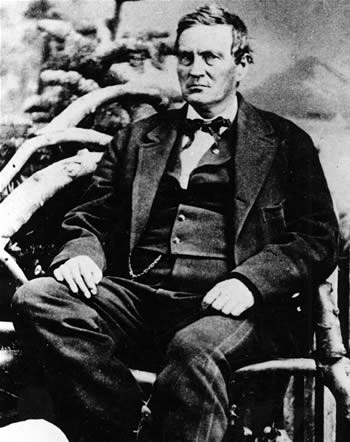
Авраам Карри, 1873 г.

К 1851 признаки цивилизации в районе исчерпывались небольшим ранчо на берегу реки Карсон, служившим торговым постом и остановкой для путешествующих по Калифорнийскому пути. Долина и торговый пост получили своё название от белоголового орлана, который был убит одним из первых поселенцев и помещён в виде чучела на стену внутри поста.
Будучи частью территории Юта, район управлялся из Солт-Лейк-Сити, где находилась администрация территории. Поселенцы были недовольны контролем со стороны находившихся под сильным влиянием мормонов властей Юты и выступали за создание самостоятельной территории Невада. Группа влиятельных поселенцев во главе с Авраамом Карри занялась поисками места для столицы предполагаемой территории. В 1858 году Авраам Карри приобрёл ранчо в Орлиной долине, а затем переименовал основанный на его месте город в Карсон-Сити. Карри был уверен, что Карсон-Сити когда-нибудь будет служить в качестве столицы, и оставил свободным участок в 10 акров в центре города для будущего здания Капитолия.
После открытия месторождений золота и серебра в 1859 году поблизости от города, население Карсон-Сити начало расти. Карри построил гостиницу «Горячие источники» в миле к востоку от центра города. Как и предполагалось, Карсон-Сити был выбран в качестве столицы территории, обойдя Вирджиния-Сити. Карри одолжил свою гостиницу Законодательному Собранию территории в качестве места для заседаний. Собрание объявило Карсон-Сити административным центром округа Орсби, а гостиницу тюрьмой штата, с Карри в роли начальника тюрьмы. По сей день гостиница используется для содержания заключённых.
Когда Невада стала 36-м штатом в составе США в 1864 году во время гражданской войны, Карсон-Сити был утвержден в качестве постоянной столицы. Развитие города больше не зависело от добывающей промышленности, поскольку он стал процветающим торговым центром. Virginia & Truckee железная дорога была построена между Вирджиния-Сити и Карсон-Сити. Для обеспечения столицы водой были проложены деревянные водоводы с гор Сьерра-Невада. Здание Капитолия, существующее по настоящее время, было построено в 1870—1871 гг. С 1870 по 1893 годы в городе работал филиал Монетного двора Соединенных Штатов, чеканивший золотые и серебряные монеты. Карсон-Сити пережил настоящее «китайское нашествие», особенно много китайцев работали на железной дороге. В 1880 году в городе проживало около тысячи китайцев, один на пять белых.

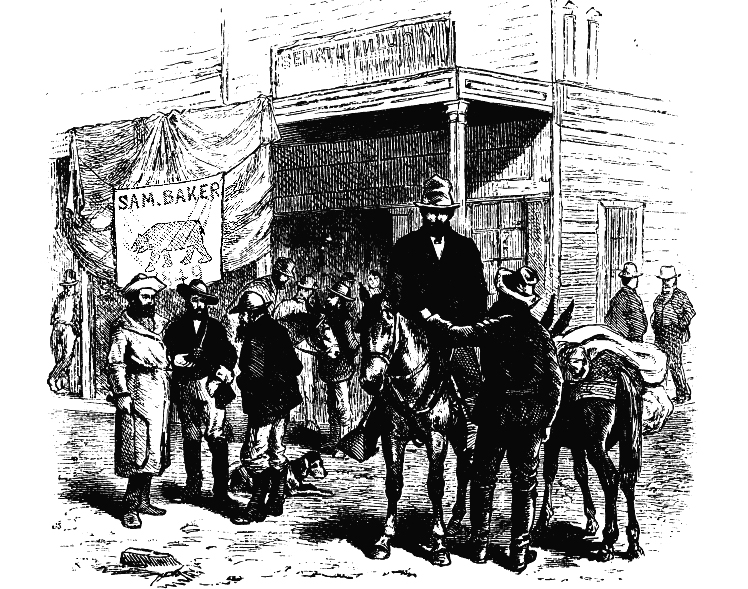
Карсон-Сити, 1877 г.

Население и экономическая активность города резко снизились, когда Юго-Тихоокеанская железная дорога построила новую линию через перевал Доннера, далеко на север от Карсон-Сити. Город ненадолго оживился в связи с золотой и серебряной лихорадкой в Тонопахе. Карсон-Сити смирился со статусом небольшого города, рекламируя себя как «самая маленькая столица Америки».
Карсон-Сити медленно рос, к 1960 году он достиг численности населения 1880 года, когда город находился на пике своего бурного роста. К этому времени часть округа Орсби была передана в соседние округа, а в 1969 году округ был официально распущен, и Карсон-Сити, увеличив свою территорию в несколько раз за счёт бывших окружных земель, теперь может рекламировать себя как одна из крупнейших (по территории) столиц штатов с общей площадью 435 км².

## География и климат
Карсон-Сити расположен в высохшей речной долине в предгорьях хребта Сьерра-Невада, на восточном берегу озера Тахо, вблизи границы с Калифорнией. Площадь города составляет 435 км², 403 из которых занимает суша и 32 — вода.
Город лежит в зоне полупустынного климата, с жарким и сухим летом, холодной (но не морозной) зимой, тёплыми весной и осенью. В целом, несмотря на сухость и значительную высоту над уровнем моря, климат города достаточно мягок.
| Показатель              | Янв. | Фев. | Март | Апр. | Май  | Июнь | Июль | Авг. | Сен. | Окт. | Нояб. | Дек. | Год  |
| ----------------------- | ---- | ---- | ---- | ---- | ---- | ---- | ---- | ---- | ---- | ---- | ----- | ---- | ---- |
| Абсолютный максимум, °C | 22,0 | 24,0 | 27,0 | 31,0 | 34,0 | 38,0 | 41,0 | 39,0 | 39,0 | 33,0 | 26,0  | 24,0 | 41,0 |
| Средний максимум, °C    | 7,6  | 10,4 | 13,7 | 17,3 | 22,0 | 27,3 | 31,8 | 31,0 | 26,8 | 20,4 | 12,6  | 7,9  | 19,1 |
| Средняя температура, °C | 0,9  | 3,4  | 6,2  | 9,0  | 13,1 | 17,6 | 21,1 | 20,3 | 16,4 | 10,6 | 4,7   | 0,8  | 10,4 |
| Средний минимум, °C     | −5,7 | −3,7 | −1,4 | 0,6  | 4,3  | 7,8  | 10,4 | 9,5  | 5,8  | 0,8  | −3,1  | −6,2 | 1,6  |
| Абсолютный минимум, °C  | −29  | −30  | −21  | −11  | −8   | −3   | 1,0  | −3   | −7   | −14  | −20   | −28  | −30  |
| Норма осадков, мм       | 46   | 42   | 32   | 11   | 13   | 11   | 6    | 8    | 13   | 18   | 32    | 32   | 263  |
| Источник: Weatherbase   |      |      |      |      |      |      |      |      |      |      |       |      |      |

## Население
По данным переписи 2010 года в городе проживало 55 274 человека, имелось 20 171 домохозяйство и 13 252 семьи.
Расовый состав населения:
- белые — 72,6 %
- латиноамериканцы (всех рас) — 21 %
- индейцы — 2,4 %
- азиаты — 2,1 %
- афроамериканцы — 1,9 %

Среднегодовой доход на душу населения — 20 943 доллара США (данные 2000 года). Средний возраст горожан — 39 лет. Уровень преступности ниже среднеамериканского.

## Экономика

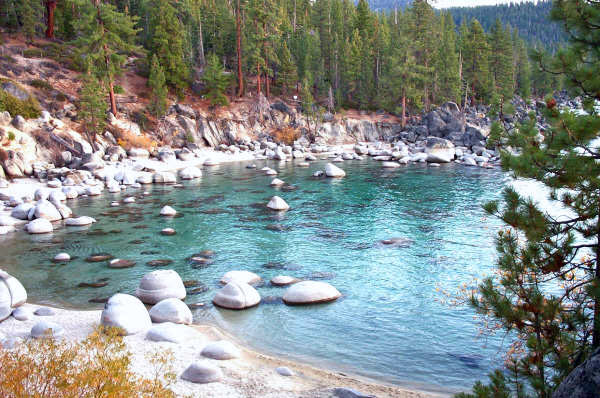
Пляж в одном из заливов озера Тахо

Больше половины экономически активного населения заняты в государственном секторе. Крупнейшие работодатели города:
- Правительство Невады
- Школьный округ Карсон-Сити
- Госпиталь Карсон-Тахо
- Администрация города
- Колледж Западной Невады

Золотые и серебряные месторождения, давшие жизнь городу, на настоящий момент практически полностью выработаны. Важную роль в экономике Карсон-Сити играет туризм, великолепные пейзажи гор Сьерра-Невада и пляжи озера Тахо привлекают сотни тысяч отдыхающих ежегодно.

## Транспорт

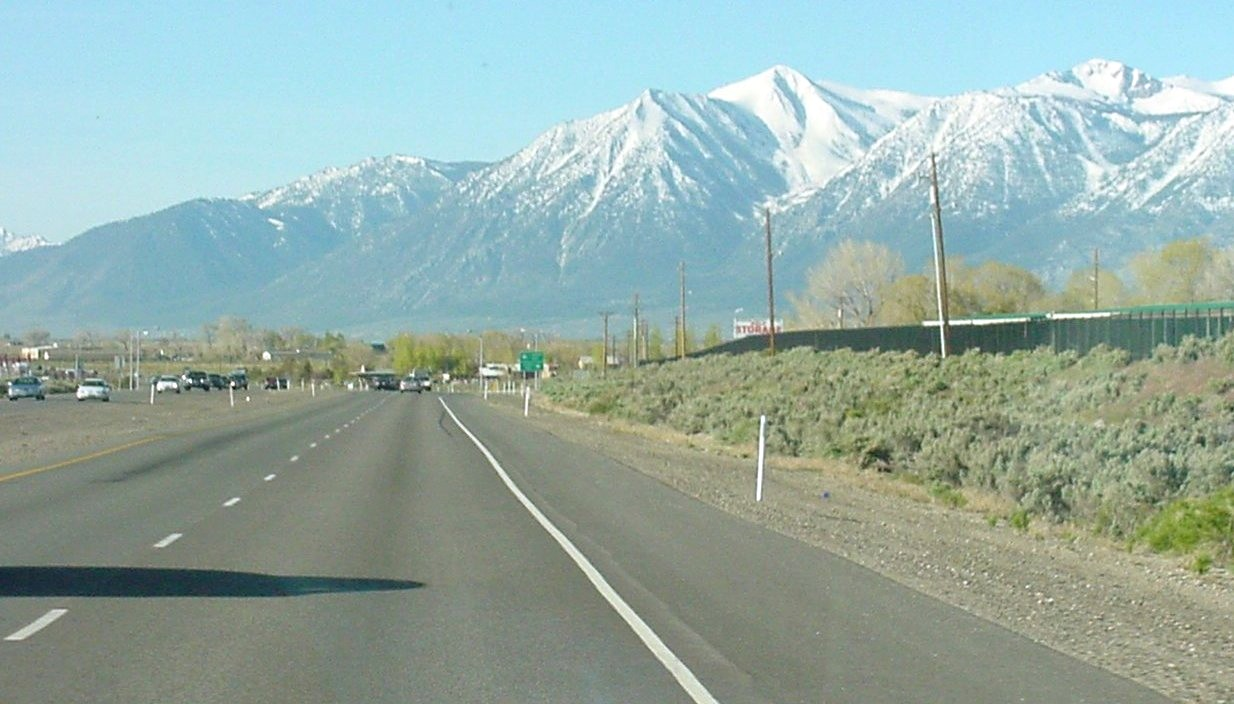
US 395 к югу от города

Ближайший к Карсон-Сити пассажирский аэропорт с регулярным сообщением, Reno-Tahoe International Airport (IATA: RNO, ICAO: KRNO), находится в Рино, на расстоянии 45 километров. Аэропорт принимает рейсы из Денвера, Лас-Вегаса, Лос-Анджелеса, Чикаго, Далласа и Сан-Франциско.
Когда-то Карсон-Сити был оживлённым железнодорожным узлом, но с тех пор значение железнодорожного транспорта упало. Последний пассажирский поезд останавливался здесь в 1948 году.
Через город проходят скоростные дороги US 50 и US 395. Идёт прокладка межштатного шоссе I-580. Единственным междугородным автобусом является рейс Карсон-Сити — Рино (понедельник-пятница).
Общественный транспорт представлен небольшими городскими автобусами под управлением компании Jump Around Carson (имеется четыре маршрута, режим работы: понедельник-суббота).